# Max Park
Max Park là một người Mỹ gốc Triều Tiên từng giải Rubik 3x3x3 (tại cuộc thi WCA) với kỉ lục trung bình 6,39 giây vào ngày 23 tháng 4 năm 2017 tại OCSEF. Trước đó, kỷ lục này thuộc về Feliks Zemdegs, người đã giải Rubik tới 9 lần trong vòng 7 năm từ 9,21 giây vào ngày 30 tháng 1 năm 2010 lên 6,45 giây. Park là người lập kỷ lục duy nhất ngoài Feliks Zemdegs lập kỷ lục kể từ ngày 27 tháng 9 năm 2009. Anh ấy cũng đã lập nên nhiều kỷ lục thế giới khi giải các Rubik 4x4x4, 5x5x5, 6x6x6, 7x7x7 và 3x3x3 bằng một tay. Anh ấy đã tham gia rất nhiều sự kiện trong nhiều cuộc thi Rubik.

## Kỷ lục cá nhân[5]
| Môn      | Thể loại   | Thời gian (giây) | Bảng xếp hạng thế giới |
| -------- | ---------- | ---------------- | ---------------------- |
| 2x2x2    | Đơn        | 2.88             | 17114th                |
| 2x2x2    | Trung bình | 4.31             | 13061st                |
| 3x3x3    | Đơn        | 3.13             | 1st                    |
| 3x3x3    | Trung bình | 4.86             | 4th                    |
| 4x4x4    | Đơn        | 15.71            | 1st                    |
| 4x4x4    | Trung bình | 19.38            | 1st                    |
| 5x5x5    | Đơn        | 32.52            | 1st                    |
| 5x5x5    | Trung bình | 35.94            | 1st                    |
| 6x6x6    | Đơn        | 59.74            | 1st                    |
| 6x6x6    | Trung bình | 1:07.11          | 2nd                    |
| 7x7x7    | Đơn        | 1:35.68          | 1st                    |
| 7x7x7    | Trung bình | 1:39.68          | 1st                    |
| 3x3x3 OH | Đơn        | 6.20             | 1st                    |
| 3x3x3 OH | Trung bình | 8.62             | 2nd                    |
| Square-1 | Đơn        | 52.69            | 14974th                |
| Square-1 | Trung bình | 1:10.20          | 13275th                |